# Cutie cu mitralii
Cutia cu mitralii reprezintă un tip de muniție folosit de artilerie începând cu secolul al XVII-lea în Europa. Acest tip de muniție era eficient la mică distanță și constituia o cutie plină cu proiectile de diverse mărimi care era introdusă pe țeava tunului. Atunci când se deschidea focul, proiectilele se împrăștiau cu o viteză imensă și produceau efecte devastatoare, mai ales împotriva formațiilor de infanterie compacte.